# 미나미니혼 방송

미나미니혼 방송(일본어: 南日本放送, 한국 한자음: 남일본방송)은 가고시마현의 방송국이다. 라디오 방송국은 1953년 10월 10일, 텔레비전 방송국은 1959년 4월 1일 개국했다.
약칭은 MBC, 라디오 콜사인은 JOCF, 텔레비전 방송국은 JOCF-DTV이다.

## 개요
- 1953년, 가고시마 현 첫 번째 민영 방송국으로서 개국.1959년 텔레비전 방송(아날로그)을 개시. 2006년에는 지상 디지털 텔레비전 방송을 개시했다.

- 텔레비전은 JNN완전가맹국, 라디오는 JRN계열과 NRN계열의 크로스넷 방송국이다.

- 미나미니혼 신문사와 자본관계가 있지만 미나미니혼 신문과의 관계는 가고시마 TV(KTS)만큼 강하지 않으며 마이니치 신문과 텔레비전 개국 당시부터 관계를 맺고 있다.

### 개국 당시의 상황
- 방송국 설립 당시 미나미니혼 신문사 사장이「3kW 출력으로 가고시마현 전역과 미야자키·구마모토현 남부, 난세이제도 전역을 커버하는 라디오 방송국」에 대한 설립 구상을 밝혔고 이에 대해 가고시마현 지사[1]는 「라디오 방송국은 NHK로 충분히」라고 회의적인 반응을 보였고 지역은행인 가고시마 은행 총재도 「가고시마에서는 상업방송이 성공하지 못할 것이다」고 하면서 부정적인 입장을 보였지만, 1952년 12월 12일 미나미니혼 신문에 소개된 방송국 설립구상이 알려진 뒤 가고시마 현의 모든 하위 자치단체가 출자해 회사를 설립할 수 있었다.
- 창립총회에서 개국일을 1953년 11월 1일로 기획했으나 프로그램 개편시기로 인해 같은 해 10월 10일로 앞당겨졌고 이 때문에 본방송 개시 이틀 전이 돼서야 본 방송면허가 나왔다.

## 연혁
- 1953년 6월 23일 - 「주식회사 라디오 미나미니혼」설립. 당시 방송국 사옥은 미나미니혼 신문 사옥을 임대하는 형태로 설치.
- 1953년 8월 1일 - 라디오 예비 면허 교부.
- 1953년 10월 1일 - 라디오 시험 방송 개시.
- 1953년 10월 8일 - 라디오 본면허 교부 (760kc,3kW[2])
- 1953년 10월 10일 - 일본 26번째 중파라디오 방송 개시.
- 1956년 10월 1일 - 라디오 송신소의 출력을 5kW로 증력.
- 1957년 10월 22일 - 텔레비전 방송 예비 면허 취득.
- 1958년 4월 10일 - 첫 번째 라디오 중계국인 아쿠네 송신소 (JOCL)의 개국.
- 1959년 3월 1일 - 텔레비전 시험 방송 개시.
- 1959년 4월 1일 - 텔레비전 방송 개시.
- 1960년 3월 7일 - 텔레비전 낮 방송 개시.
- 1960년 11월 10일 - MBC 첫 번째 중계국인 가노야중계국이 개국[3].
- 1961년 10월 1일 - 회사명을 「주식회사 미나미니혼 방송」으로 변경.
- 1962년 3월 25일 - 노조가 임금인상을 요구하며 무기한 파업 실시.3월 28일 해결.
- 1962년 10월 1일 - 중심주파수를 760kHz에서 1110kHz로 변경.
- 1962년 11월 1일 - 텔레비전 오전 방송 개시.
- 1963년 12월 1일 - 텔레비전 시비산 중계국[4] 개국.
- 1965년 5월 2일 - 라디오 네트워크 JRN 발족과 동시에 가맹.
- 1965년 5월 3일 - 라디오 네트워크NRN 발족과 동시에 가맹.
- 1966년 7월 7일 - 컬러 방송을 개시[5].
- 1977년 1월 28일 - 아마미에서 방송 개시(방송 기술의 향상과 아마미 군도 진흥 개발 사업의 일환으로 일본정부가 비용을 지원해 중계국 완성).
- 1978년 11월 23일 - 중심 주파수를 1110kHz에서 1107kHz로 변경(주파수 9kHz 배정안에 수반하는 조치).
- 1981년4월 1일 - 본국의 송신 출력을 5kW에서 20kW[6]로 증력.
- 1982년 4월 1일 - 음성다중방송을 개시.
- 1986년 10월 1일 - 라디오 방송의 송신소를 가고시마시 요시노에서 현재의 기리시마시로 이전.
- 1989년 3월 4일 - 아쿠네 중계국의 주파수를 1557kHz에서 1107kHz로, 송신 출력을 100W에서 1kW로 변경.
- 1989년 10월 27일 - 고화질 텔레비전 방송을 개시.
- 1990년 4월 4일 - 대한민국 전주시 전주문화방송과 자매결연
- 1995년 5월 18일 -일본에 있는 방송국들중 처음으로 기상 예보 업무 허가를 얻는다.
- 1998년 4월 - 정파시간에 일기예보를 방송하는 형태로 텔레비전 철야 방송 개시.라디오도 철야 방송 개시.
- 2003년 3월 31일 - 라디오 방송국 가노야중계국 폐지.
- 2006년 10월 2일 - 지상파 디지털 텔레비전 시험 방송 개시(11월 4일까지).
- 2006년 11월 5일 - 지상파 디지털 텔레비전 방송 서비스 방송개시.
- 2006년 12월 1일 - 지상파 디지털 텔레비전 방송과 원세그의 본방송을 개시.
- 2011년 7월 24일 - 지상파 디지털 텔레비전 방송 전환. 지상파 아날로그 텔레비전 본방송 종료. (7월 25일 완전히 종료된다.)
- 2015년 11월 1일 - 가고시마 FM 보완중계국 방송 시작.

## 라디오 주파수
| 중계국                   | 콜사인 | 주파수  | 출력 | 비고                                                                     |
| ------------------------ | ------ | ------- | ---- | ------------------------------------------------------------------------ |
| 가고시마 방송국          | JOCF   | 1107kHz | 20kW |                                                                          |
| 가고시마 FM 보완중계국   |        | 92.8MHz | 1kW  |                                                                          |
| 아쿠네 중계국            |        | 1107kHz | 1kW  | 콜사인 JOCL이 있었으나 폐지되었다. 1989년까지 1557KHz로 방송을 송출했다. |
| 아쿠네 FM 보완중계국     |        | 93.7MHz | 100W |                                                                          |
| 오구치 중계국            |        | 1107kHz | 1kW  |                                                                          |
| 센다이 중계국            |        | 1107kHz | 100W | 1990년대 전반까지 801KHz로 방송을 송출했었다.                            |
| 나제 중계국              |        | 1449kHz | 300W |                                                                          |
| 마쿠라자키 FM 보완중계국 |        | 94.8MHz | 100W |                                                                          |
| 가노야 FM 보완중계국     |        | 94.2MHz | 100W |                                                                          |
| 가모 FM 보완중계국       |        | 86.7MHz | 100W |                                                                          |
| 다네가시마 FM 보완중계국 |        | 82.3MHz | 1kW  |                                                                          |

## 텔레비전 네트워크 변천사
- 1959년 4월 1일 텔레비전 방송 개시.니혼TV·라디오도쿄 TV(현재의 TBS-TV)·후지 TV·일본 교육 TV(현재의 TV아사히)와 네트워크 관계를 맺는다.
- 1959년 8월 1일 뉴스 네트워크인 JNN에 가맹.도쿄방송 프로그램을 중심으로한 프리 네트워크 방송국이 된다.
- 1967년 6월　민간방송 교육협회에 가맹.
- 1969년 4월 1일 가고시마 TV가 개국하면서 니혼TV·후지 TV·NET-TV의 프로그램을 공유하게 되었다.
- 1975년 3월 31일 준 중심방송국 네트워크 교환에 의해 간사이 지역 네트워크 준 중심방송국이 아사히 방송에서 마이니치 방송으로 변경되어 준키국 프로그램을 가고시마 TV와 교환.
- 1982년 10월 1일　가고시마 방송 개국에 의해 민간방송 교육협회 제작분을 제외한 TV아사히 프로그램이 중단된다.
- 1992년 3월 후지 TV 제작 프로그램 방송을 모두 중단.[7] 그러나 애니메이션 '사자에상'의 경우 프로그램 스폰서인 도시바가 KTS가 완전한 FNN·FNS 가맹국이 되기 전까지 MBC에서 방송하기를 원해 KYT가 개국해여 KTS가 NNN·NNS와 맺고 있던 크르스넷 관계를 끊기 전까지 예외적으로 계속 MBC에서 방송을 이어갔다.
- 1994년 4월 1일 가고시마 요미우리 TV가 개국하면서 그동안 방송하고 있던 니혼TV 프로그램들[8]을 가고시마 요미우리 TV에, 후지TV계 애니메이션 '사자에상'이 원래 방송되어야할 가고시마TV에 이행되면서 니혼TV·후지TV계 프로그램 방송이 중단된다.
- 1995년 4월 1일 마지막까지 방송하던 니혼TV 프로그램이 종방하면서 니혼TV 프로그램 방송을 완전히 중단된다.

## 보충서술
- 전주문화방송과 자매결연을 맺고 있다.
- 1993년 8월 6일 가고시마에 수해가 일어났을 당시 사옥이 수몰될뻔한 일이 있으며 이때 사옥에 주차되어 있던 라디오카 3대가 물에 잠겼다고 한다.
  - 덧붙이자면 이 날 호소카와 내각성립에 관한 특별 프로그램이 JNN계열국에서 방송되고 있었지만 미나미니혼 방송은 지역뉴스 프로그램을 종료한 후 계속해서 이 수해에 관해 수시로 보도하면서 이에 그치지 않고 오후 9시에 방송되고 있던 드라마를 방송 도중 중단한 후 이튿날 아침까지 수해에 관한 보도를 계속했다.
- 현재의 라디오 주파수는 나제중계국을 제외하면 모두 1107KHz이지만, 아쿠네 중계국은 1557KHz(1989년 변경)·센다이 중계국은 801KHz(1991-1994년 사이에 변경)로 방송했었다.
- 아쿠네 중계국의 콜사인이었던 JOCL은 지바 TV의 콜사인으로 사용되었다.
- 라디오 방송국에서는 1992년 FM가고시마(μFM)가 개국할 때까지 일부 TOKYO FM 프로그램을 방송하고 있었다.
- 정파시간이나 프로그램 사이에 일기예보를 방송하고 있어 행락철이나 운동회 시즌에 많은 도움이 된다고 하며 KTS·KKB도 같은 형식의 일기예보를 방송하고 있다.
- 가고시마TV가 아직 크로스넷 방송국이었던 시절에는 가고시마TV에서 방송하지 못하는 후지TV 프로그램을 방송하기도 했으나 1992년 3월을 기해 애니메이션 '사자에상'을 제외한 모든 후지TV 프로그램을 중단했으며, 마지막까지 방송되던 사자에상은 가고시마 요미우리 TV가 개국한 후에 가고시마TV로 옮겨 방송을 이어가고 있다.

## 이 회사 출신 인물
- 키토 히로미

## 현직 방송인
- 오자와 타츠오
- 우에다 미치요
- 다나베 레이키치
- 우네노 요시히로
- 오카다 유스케
- 마쓰키 케이스케
- 이와자키 히로시
- 도요히라 유카
- 다케우치 코츠에
- 수에나가 아카리
- 미사카 리에
- 요시다 토모히로
- 후루야마 가오리
- 키요카와 마이
- 우에노 도모코
- 후지하라 카츠히코
- 야마가타 유미코
- 시케요 마키

## 가고시마현에 있는 다른 텔레비전·라디오 방송국
- NHK 가고시마 방송국
- 가고시마 요미우리 TV(KYT)(니혼 TV계열）
- 가고시마 방송(KKB)(TV 아사히계열）
- 가고시마 TV(후지 TV계열）
- FM가고시마(JFN 계열）